# 프로방스알프코트다쥐르
프로방스알프코트다쥐르(프랑스어: Provence-Alpes-Côte d'Azur)는 프랑스 남동부에 위치한 레지옹으로 중심 도시는 마르세유이며 면적은 31,400km2, 인구는 4,935,576명(2012년 기준)이다.
북쪽으로는 론알프(현재의 오베르뉴론알프), 서쪽으로는 랑그도크루시용(현재의 옥시타니), 남쪽으로는 지중해와 접하며 동쪽으로는 모나코, 이탈리아와 국경을 접한다. 6개 주(바르주, 보클뤼즈주, 부슈뒤론주, 알프드오트프로방스주, 알프마리팀주, 오트잘프주)를 관할한다.